# Robert Hense
Robert Hense (Colonia, 17 novembre 1885 – 20 giugno 1966) è stato un calciatore tedesco, di ruolo difensore.